# Пам'ятки історії Гадяцького району
У Гадяцькому районі Полтавської області нараховується 118 пам'яток історії.
| #   | назва | адреса                                              | роки події                      | роки встановлення                | характеристики                                                     | рішення                                        |                                                                              |
| --- | --- | --------------------------------------------------- | ------------------------------- | -------------------------------- | ------------------------------------------------------------------ | ---------------------------------------------- | ---------------------------------------------------------------------------- |
| 1   | Братська могила учасників встановлення радянської влади                                                                     | м. Гадяч, парк                                      | 1924                            | 1968                             | Харківський скульптурний комбінат                                  | вис. ск. — 2,0 м, пост. — 1,1 м, стели — 8,2 м | Постанова бюро обкому партії і облвиконкому № 56 від 04.04.1967 р.           |
| 2   | Могила першого комсомольця Гадяча П. В. Коблицького, замученого денікінцями в 1919 р.                                       | м. Гадяч, кладовище                                 | 1919                            | 1958                             | Місцеві майстри                                                    | вис. 1,0 м                                     | –                                                                            |
| 3   | Меморіальний комплекс пам'ятників:                                                                                          | м. Гадяч, парк, пл. Революції                       | 1941, 1943, 1941—1945           | 1987                             |                                                                    | вис. ск. — 2,5 м, 1,6 м; пост. — 5,0 м         | –                                                                            |
|     | а) братська могила радянських воїнів                                                                                        |                                                     | 1943                            |                                  |                                                                    | 1,3 х 0,3 м                                    |                                                                              |
|     | б) могила В. М. Степаненка                                                                                                  |                                                     | 1903—1941                       |                                  |                                                                    | 1,15 х 0,6 м                                   |                                                                              |
|     | в) могила П. П. Корзуна |                                                     | 1892—1943                       |                                  |                                                                    | 1,18 х 0,5 м                                   |                                                                              |
|     | г) братська могила партизанів, підпільників, жертв фашизму                                                                  |                                                     | 1941—1943                       |                                  |                                                                    | 1,35 х 0,6 м                                   |                                                                              |
|     | д) меморіальні плити на честь полеглих воїнів-земляків                                                                      |                                                     | 1941—1945                       |                                  |                                                                    | 1,2 х 0,7 м                                    |                                                                              |
| 4   | Група могил (4) радянських воїнів і партизанів                                                                              | м. Гадяч, кладовище                                 | 1943                            | 1974                             | Місцеві майстри                                                    | вис. 1,8 м                                     | –                                                                            |
| 5   | Група могил (3) радянських воїнів                                                                                           | м. Гадяч, кладовище                                 | 1943                            | 1974                             | Місцеві майстри                                                    | вис. 1,8 м                                     | –                                                                            |
| 6   | Група могил (2) радянських воїнів                                                                                           | м. Гадяч, кладовище                                 | 1943                            | 1974                             | Місцеві майстри                                                    | вис. 1,8 м                                     | –                                                                            |
| 7   | Могила невідомого радянського воїна                                                                                         | м. Гадяч, кладовище                                 | 1943                            | 1977                             | Місцеві майстри                                                    | вис. 1,5 м                                     | –                                                                            |
| 8   | Меморіальний будинок, в якому жив класик української літератури Панас Мирний                                                | м. Гадяч, вул. Садова, 6                            | 1858—1865                       | дошка — 1949                     |                                                                    | пл. 130 кв. м                                  | –                                                                            |
| 9   | Пам'ятний знак на місці будинку, в якому проживала в 1893—1906 рр. Леся Українка                                            | м. Гадяч, Зелений Гай                               | 1871—1913                       | 1970                             | Полтавські реставраційні майстерні                                 | вис. 3,2 м                                     | –                                                                            |
| 10  | Меморіальна дошка на честь перебування Лесі Українки в Гадячі                                                               | м. Гадяч, вул. Лесі Українки, 1, Будинок культури   | 1893—1906                       | 1961                             | Полтавські реставраційні майстерні                                 | 0,65 х 0,6 м                                   | –                                                                            |
| 11  | Пам'ятний знак на честь воїнів-визволителів 40-ї, 47-ї армій                                                                | м. Гадяч, вул. К. Лібкнехта                         | 1943                            | 1983                             | Місцеві майстри                                                    | вис. 3,5 м                                     | –                                                                            |
| 12  | Могила Героя Радянського Союзу М. Ф. Лимоня                                                                                 | м. Гадяч, кладовище                                 | 1918—1979                       | 1981                             | Місцеві майстри                                                    | вис. 2,2 м                                     | –                                                                            |
| 13  | Братська могила радянських воїнів                                                                                           | с. Березова Лука (Цапів Яр)                         | 1943                            | 1958                             | ск. О. Щербина                                                     | вис. ск. — 3,0 м, пост. — 2,7 м                | –                                                                            |
| 14  | Братська могила радянських воїнів, пам'ятник землякам                                                                       | с. Березова Лука, центр                             | 1943, 1941—1945                 | 1957                             | Харківський скульптурний комбінат                                  | вис. ск. — 3,0 м, пост. — 2,5 м                | Постанова Гадяцького райвиконкому № 13 від 15.03.1957 р.                     |
| 15  | Братська могила радянських воїнів, пам'ятний знак полеглим воїнам-односельчанам                                             | с. Березова Лука, меморіальний комплекс, парк       |                                 |                                  |                                                                    |                                                |                                                                              |
| 16  | Братська могила радянських воїнів                                                                                           | с. Березова Лука, біля Цапового Яру                 |                                 |                                  |                                                                    |                                                |                                                                              |
| 17  | Братська могила радянських воїнів, пам'ятник землякам                                                                       | с. Біленченківка                                    | 1943, 1941—1945                 | 1967                             | Харківський скульптурний комбінат                                  | вис. ск. — 1,75 м, пост. — 2,3 м               | –                                                                            |
| 18  | Могила учасників встановлення радянської влади братів Данила і Юхима Сіреньких                                              | с. Писарівщина, кладовище                           | 1921                            | 1988                             | Місцеві майстри                                                    | вис. — 1,4 м                                   | –                                                                            |
| 19  | Пам'ятник землякам | с. Рудикове                                         | 1941—1945                       | 1973                             | Місцеві майстри                                                    | вис. — 2,8 м                                   | –                                                                            |
| 20  | Братська могила радянських воїнів, пам'ятник землякам                                                                       | с. Бобрик, меморіальний комплекс                    | 1943, 1941—1945                 | 1962                             | Харківський скульптурний комбінат                                  | вис. ск. — 2,85 м, пост. — 1,7 м               | –                                                                            |
| 21  | Братська могила радянських воїнів                                                                                           | с. Бобрик, кладовище                                | 1943                            | 1981                             | Місцеві майстри                                                    | вис. — 1,4 м                                   | –                                                                            |
| 22  | Братська могила радянських воїнів, пам'ятник землякам                                                                       | с. Великі Будища, меморіальний комплекс, біля школи | 1943, 1941—1945                 | 1959, 1967                       | Харківський скульптурний комбінат                                  | вис. ск. — 2,85 м, пост. — 3,0 м               | –                                                                            |
| 23  | Братська могила радянських воїнів                                                                                           | с. Ціпки, біля клубу                                | 1943                            | 1956                             | Місцеві майстри                                                    | вис. — 3,0 м                                   | –                                                                            |
| 24  | Пам'ятник землякам | с. Ціпки, на подвір'ї дитсадка                      | 1941—1945                       | 1956                             | Місцеві майстри                                                    | вис. — 2,5 м                                   | –                                                                            |
| 25  | Група могил (2) учасників встановлення радянської влади, радянських воїнів, могила льотчика П. П. Тарабана                  | с. Вельбівка, центр                                 | 1918–1921, 1941, 1943           | 1967                             | Місцеві майстри                                                    | 1,0 х 0,5 м                                    | –                                                                            |
| 26  | Місце бою партизанів на чолі з секретарями Полтавського підпільного обкому партії С. Ф. Кондратенком і Г. Ф. Яценком        | с. Вельбівка                                        | січень, 1942                    | 1967                             | Місцеві майстри                                                    | вис. — 2,8 м                                   | –                                                                            |
| 27  | Пам'ятник землякам | с. Вельбівка, центр                                 | 1941—1945                       | 1967                             | Місцеві майстри                                                    | вис. — 4,5 м                                   | –                                                                            |
| 28  | Могила невідомого радянського воїна                                                                                         | с. Вельбівка, центр                                 |                                 |                                  |                                                                    |                                                |                                                                              |
| 29  | Братська могила радянських воїнів                                                                                           | с. Вельбівка, кладовище в лісі                      | 1943                            | 1964                             | Місцеві майстри                                                    | вис. — 2,3 м                                   | –                                                                            |
| 30  | Могили радянських воїнів (2)                                                                                                | с. Вельбівка, біля входу до кладовища «Куземин»     | 1943                            | 1982                             | Місцеві майстри                                                    | вис. — 1,5 м                                   | –                                                                            |
| 31  | Могила воїна Г. А. Воробйової                                                                                               | с. Вельбівка, кладовище біля церкви                 | 1943                            | 1982                             | Місцеві майстри                                                    | вис. — 1,1 м                                   | –                                                                            |
| 32  | Могила невідомого радянського воїна                                                                                         | с. Запсільське, кладовище                           | 1943                            | 1982                             | Місцеві майстри                                                    | вис. — 1,5 м                                   | –                                                                            |
| 33  | Братська могила радянських воїнів, пам'ятник землякам                                                                       | с. Тепле, центр                                     | 1941, 1941—1945                 | 1973                             | Місцеві майстри                                                    | вис. — 4,0 м                                   | –                                                                            |
| 34  | Братська могила радянських воїнів, серед яких Герой Радянського Союзу С. Т. Васюта, пам'ятник землякам                      | с. Веприк, центр                                    | 1943, 1941—1945                 | 1957                             | Харківський скульптурний комбінат                                  | вис. ск. — 2,85 м, пост. — 3,0 м               | –                                                                            |
| 35  | Братська могила учасників встановлення радянської влади                                                                     | с. Веприк, профтехучилище, парк                     | 1920                            | 1967                             | Місцеві майстри                                                    | вис. — 3,0 м                                   | –                                                                            |
| 36  | Братська могила радянських воїнів, пам'ятник землякам                                                                       | с. Гречанівка                                       | 1943, 1941—1945                 | 1958                             | ск. О. Савельєв                                                    | вис. ск. — 2,7 м, пост. — 3,0 м                | –                                                                            |
| 37  | Могила піонера Васі Полив'яного                                                                                             | с. Гречанівка, кладовище                            | 1943                            | 1983                             | Місцеві майстри                                                    | вис. — 1,5 м                                   | –                                                                            |
| 38  | Могила радянського воїна Сальникова                                                                                         | с. Миколаївка, кладовище                            | 1943                            | 1971                             | Місцеві майстри                                                    | вис. — 1,2 м                                   | –                                                                            |
| 39  | Братська могила червоноармійців                                                                                             | с. Глибока Долина, східна околиця                   | 1919                            | 1967                             | Місцеві майстри                                                    | вис. — 1,2 м                                   | –                                                                            |
| 40  | Братська могила радянських воїнів, пам'ятник землякам                                                                       | с. Глибока Долина, меморіальний комплекс            | 1943, 1941—1945                 | 1958                             | Харківський скульптурний комбінат                                  | вис. ск. — 2,7 м, пост. — 2,2 м                | –                                                                            |
| 41  | Пам'ятник землякам | с. Книшівка                                         | 1941—1945                       | 1968                             | ск. О. Щербина                                                     | вис. ск. — 3,0 м, пост. — 1,5 м                | –                                                                            |
| 42  | Братські могили (3) партизанів, жертв фашизму                                                                               | с. Книшівка, кладовище                              | 1943                            | 1985                             | Місцеві майстри                                                    | вис. — 1,2 м                                   | –                                                                            |
| 43  | Місце, де проводились наради підпільного обкому партії                                                                      | с. Книшівка, 3 км від села по дорозі на Броварки    | 1941–1942                       | 1976                             | Дніпропетровська скульптурна фабрика                               | 0,7 х 0,5 м                                    | –                                                                            |
| 44  | Могила радянського воїна, пам'ятник землякам                                                                                | с. Бакути, меморіальний комплекс                    | 1943                            | 1968                             | Місцеві майстри                                                    | вис. — 1,8 м                                   | –                                                                            |
| 45  | Пам'ятник землякам | с. Броварки                                         | 1941—1945                       | 1962                             | Київський скульптурний комбінат                                    | вис. ск. — 3,0 м, пост. — 3,0 м                | –                                                                            |
| 46  | Братська могила радянських воїнів                                                                                           | с. Броварки, кладовище                              | 1943                            | 1983                             | Місцеві майстри                                                    | вис. — 1,4 м                                   | –                                                                            |
| 47  | Могила Г. М. Михайлика | с. Крамарщина, кладовище                            | 1919–1935                       | 1935                             | Місцеві майстри                                                    | вис. 1,2 м                                     | –                                                                            |
| 48  | Братська могила радянських воїнів, пам'ятник землякам                                                                       | с. Плішивець, меморіальний комплекс                 | 1943, 1941—1945                 | 1961                             | Харківський скульптурний комбінат                                  | вис. ск. — 2,85 м, пост. — 3,0 м               | –                                                                            |
| 49  | Хата, в якій знаходилась типографія Полтавського підпільного обкому партії                                                  | с. Плішивець                                        | 1941, 1942                      | дошка з нержавіючої сталі — 1976 |                                                                    | пл. 35 кв. м                                   | –                                                                            |
| 50  | Хата, в якій знаходилась конспіративна квартира командира партизанського загону С. І. Мартиненка і комісара П. Т. Могучова  | с. Плішивець, північна околиця                      | 1941, 1942                      | дошка з нержавіючої сталі — 1976 |                                                                    | пл. 54 кв. м                                   | –                                                                            |
| 52  | Хата, в якій жив на конспіративній квартирі перший секретар Гадяцького підпільного райкому партії В. М. Степаненко          | с. Плішивець, північна частина                      | вересень 1941 — грудень 1941    | дошка з нержавіючої сталі — 1976 |                                                                    | пл. 45 кв. м                                   | –                                                                            |
| 53  | Місце хати, в якій була конспіративна квартира першого секретаря Полтавського підпільного обкому партії С. Ф. Кондратенко   | с. Плішивець, північна частина                      | вересень 1941 — січень 1942     | дошка з нержавіючої сталі — 1976 |                                                                    |                                                | –                                                                            |
| 54  | Братська могила радянського воїна І. С. Павліна, пам'ятник землякам                                                         | с. Тимофіївка, меморіальний комплекс                | 1943, 1941—1945                 | 1969                             | Харківський скульптурний комбінат                                  | вис. ск. — 2,7 м, пост. — 2,0 м                | –                                                                            |
| 55  | Братська могила учасників встановлення радянської влади                                                                     | с. Краснознаменка                                   | 1919                            | 1957                             | Місцеві майстри                                                    | вис. 3,0 м                                     | –                                                                            |
| 56  | Братська могила радянських воїнів, пам'ятник землякам                                                                       | с. Краснознаменка, меморіальний комплекс            | 1943, 1941—1945                 | 1955                             | Харківський скульптурний комбінат                                  | вис. ск. — 2,7 м, пост. — 3,0 м                | –                                                                            |
| 57  | Братська могила радянських воїнів                                                                                           | с. Краснознаменка, кладовище                        | 1943                            | 1955                             | Місцеві майстри                                                    | вис. 1,4 м                                     | –                                                                            |
| 58  | Могила першого комуніста села Т. Ф. Боцули                                                                                  | с. Краснознаменка, кладовище                        |                                 |                                  |                                                                    |                                                |                                                                              |
| 59  | Братська могила радянських воїнів, пам'ятник землякам                                                                       | с. Лободине, меморіальний комплекс                  | 1943, 1941—1945                 | 1957                             | Харківський скульптурний комбінат                                  | вис. ск. — 2,5 м, пост. — 3,0 м                | –                                                                            |
| 60  | Братська могила радянських воїнів, серед яких Герой Радянського Союзу В. В. Овсянніков, пам'ятник землякам                  | с. Красна Лука, центр                               | 1943, 1941—1945                 | 1958                             | Харківський скульптурний комбінат                                  | вис. ск. — 2,5 м, пост. — 3,0 м                | –                                                                            |
| 61  | Братська могила радянських воїнів                                                                                           | с. Красна Лука, кладовище «Пісок»                   | 1943                            | 1958                             | Місцеві майстри                                                    | вис. 1,8 м                                     | –                                                                            |
| 62  | Братська могила учасників встановлення радянської влади                                                                     | с. Красна Лука, кладовище «Яр»                      | 1920                            | 1978                             | Місцеві майстри                                                    | вис. 2,0 м                                     | –                                                                            |
| 63  | Братська могила радянських воїнів і партизан, пам'ятник землякам                                                            | с. Хитці, меморіальний комплекс                     | 1943, 1941—1945                 | 1978                             | Харківський скульптурний комбінат                                  | вис. ск. — 2,8 м, пост. — 2,5 м                | –                                                                            |
| 64  | Братська могила радянських воїнів, пам'ятник землякам                                                                       | с. Лисівка, центр                                   | 1943, 1941—1945                 | 1958                             | Місцеві майстри                                                    | вис. 3,0 м                                     | –                                                                            |
| 65  | Братська могила радянських воїнів                                                                                           | с. Лисівка, біля школи                              | 1943                            | 1958                             | Місцеві майстри                                                    | вис. 3,0 м                                     | –                                                                            |
| 66  | Пам'ятний знак полеглим землякам                                                                                            | с. Кругле Озеро                                     | 1941—1945                       | 1968                             | Місцеві майстри                                                    | вис. 2,3 м                                     | –                                                                            |
| 67  | Пам'ятний знак полеглим землякам                                                                                            | с. Мала Обухівка                                    | 1941—1945                       | 1968                             | Місцеві майстри                                                    | вис. 2,5 м                                     | –                                                                            |
| 68  | Могила О. М. Щербаня, учасника миргородського партизанського загону «Перемога»                                              | с. Мала Обухівка, кладовище                         | 1941                            | 1980                             | Місцеві майстри                                                    | вис. 1,4 м                                     | –                                                                            |
| 69  | Братська могила радянських воїнів, пам'ятник землякам                                                                       | с. Млини, меморіальний комплекс                     | 1943, 1941—1945                 | 1958                             | Місцеві майстри                                                    | вис. 3,5 м                                     | –                                                                            |
| 70  | Братська могила радянських воїнів, пам'ятний знак землякам                                                                  | с. Перевіз, меморіальний комплекс                   | 1943, 1941—1945                 | 1958                             | Харківський скульптурний комбінат                                  | вис. ск. — 2,8 м, пост. — 3,0 м                | –                                                                            |
| 71  | Пам'ятний знак полеглим землякам                                                                                            | с. Солдатове                                        | 1941—1945                       | 1969                             | Місцеві майстри                                                    | вис. 1,8 м                                     | –                                                                            |
| 72  | Братська могила учасників встановлення радянської влади                                                                     | с. Лютенька, лісництво                              | 1920                            | 1976                             | Місцеві майстри                                                    | вис. 2,0 м                                     | –                                                                            |
| 73  | Братська могила учасників встановлення радянської влади, жертв фашизму, радянських воїнів, пам'ятний знак полеглим землякам | с. Лютенька, центр                                  | 1918–1922, 1941—1943, 1941—1945 | 1983                             |                                                                    | вис. 23,0 м, 1,0 х 0,8 м                       | –                                                                            |
| 74  | Монумент солдатської Слави на честь воїнів 373 Миргородської Червонопрапорної дивізії, яка звільнила село                   | с. Лютенька, при в'їзді в село                      | 1943                            | 1974                             | Студенти і викладачі Харківського інженерно-будівельного інституту | вис. 7,0 м                                     | Постанова бюро Полтавського обкому партії і облвиконкому № 58 від 16.06.1973 |
| 75  | Дві могили радянських воїнів                                                                                                | с. Лютенька, Гончарівське кладовище                 | 1943                            | 1983                             | Місцеві майстри                                                    | вис. 1,75 м                                    | –                                                                            |
| 76  | Братська могила радянських воїнів                                                                                           | с. Лютенька, Стовбунівське кладовище                | 1943                            | 1983                             | Місцеві майстри                                                    | вис. 1,75 м                                    | –                                                                            |
| 77  | Братські могили радянських воїнів (3)                                                                                       | с. Лютенька, Кабанівське кладовище                  | 1943                            | 1983                             | Місцеві майстри                                                    | вис. 1,85 м                                    | –                                                                            |
| 78  | Братська могила радянських воїнів, пам'ятний знак полеглим землякам                                                         | с. Мартинівка, меморіальний комплекс                | 1943                            | 1958                             | Харківський скульптурний комбінат                                  | вис. ск. — 2,0 м, пост. — 2,2 м                | –                                                                            |
| 79  | Братська могила радянських воїнів                                                                                           | кол. с. Червоногвардійське Мартинівської с/р        | 1943                            | 1956                             | Місцеві майстри                                                    | вис. 3,0 м                                     | –                                                                            |
| 80  | Братська могила радянських воїнів                                                                                           | с. Велике, кладовище                                | 1943                            | 1962                             | Місцеві майстри                                                    | вис. 2,0 м                                     | –                                                                            |
| 81  | Братська могила радянських воїнів                                                                                           | с. Воронівщина                                      | 1943                            | 1975                             | Місцеві майстри                                                    | вис. 1,2 м                                     | –                                                                            |
| 82  | Братська могила радянських воїнів                                                                                           | с. Могилатів                                        | 1943                            | 1957                             | Місцеві майстри                                                    | вис. 1,5 м                                     | –                                                                            |
| 83  | Могила радянського воїна А. С. Чернишова                                                                                    | с. Могилатів, садиба Голутенка                      | 1943                            | 1960                             | Місцеві майстри                                                    | 0,7 х 0,4 м                                    | –                                                                            |
| 84  | Братська могила радянських воїнів, серед них Герой Радянського Союзу М. Є. Пигіда                                           | с. Петрівка-Роменська, кладовище                    | 1943                            | 1958                             | Місцеві майстри                                                    | вис. 2,0 м                                     | –                                                                            |
| 85  | Пам'ятний знак полеглим землякам                                                                                            | с. Петрівка-Роменська                               | 1941—1945                       | 1958                             | ск. О. Савельєв                                                    | вис. ск. — 2,85 м, пост. — 3,0 м               | –                                                                            |
| 86  | Група могил (3) воїнів громадянської і Великої вітчизняної воєн                                                             | с. Петрівка-Роменська, кладовище                    | 1919, 1943                      | 1958                             | Місцеві майстри                                                    | вис. 1,8 м                                     | –                                                                            |
| 87  | Могила борця за радянську владу кулеметника бронепоїзда                                                                     | с. Петрівка-Роменська                               |                                 |                                  |                                                                    |                                                |                                                                              |
| 88  | Братська могила радянських воїнів, пам'ятний знак полеглим землякам                                                         | с. Венеславівка, меморіальний комплекс              | 1943                            | 1958                             | ск. О. Савельєв                                                    | вис. ск. — 2,5 м, пост. — 3,0 м                | –                                                                            |
| 89  | Братська могила радянських воїнів, серед них Герой Радянського Союзу В. О. Ромін, пам'ятний знак полеглим землякам          | с. Новоселівка, меморіальний комплекс               | 1943, 1941—1945                 | 1958                             | Харківський скульптурний комбінат                                  | вис. ск. — 2,5 м, пост. — 3,0 м                | –                                                                            |
| 90  | Братська могила радянських воїнів і жертв фашизму                                                                           | с. Рашівка, біля клубу                              | 1943                            | 1958                             | Місцеві майстри                                                    | вис. 4,0 м                                     | –                                                                            |
| 91  | Пам'ятний знак полеглим землякам                                                                                            | с. Рашівка, центр                                   | 1941—1945                       | 1958                             | Харківський скульптурний комбінат                                  | вис. ск. — 2,5 м, пост. — 2,2 м                | –                                                                            |
| 92  | Могила радянського воїна | с. Рашівка, кладовище біля лікарні                  | 1943                            | 1969                             | Місцеві майстри                                                    | вис. 1,4 м                                     | –                                                                            |
| 93  | Могила радянського воїна | с. Рашівка, кладовище по вул. Гагаріна              | 1943                            | 1969                             | Місцеві майстри                                                    | вис. 1,4 м                                     | –                                                                            |
| 94  | Пам'ятний знак борцям за владу рад                                                                                          | с. Рашівка, центр                                   | 1919–1921                       | 1967                             | Місцеві майстри                                                    | вис. 1,9 м                                     | –                                                                            |
| 95  | Братська могила учасників встановлення радянської влади                                                                     | с. Римарівка                                        | 1921                            | 1957                             | Місцеві майстри                                                    | вис. 1,7 м                                     | –                                                                            |
| 96  | Братська могила радянських воїнів, серед них Герой Радянського Союзу Д. О. Предков, пам'ятний знак полеглим землякам        | с. Римарівка, меморіальний комплекс                 | 1943, 1941—1945                 | 1959                             | Запорізький скульптурний комбінат                                  | вис. ск. — 2,85 м, пост. — 3,0 м               | –                                                                            |
| 97  | Братська могила радянських воїнів, пам'ятний знак полеглим землякам                                                         | с. Розбишівка, меморіальний комплекс                | 1943, 1941—1945                 | 1965                             | Харківський скульптурний комбінат                                  | вис. ск. — 2,5 м, пост. — 3,0 м                | –                                                                            |
| 98  | Пам'ятник землякам | с. Новий Виселок                                    | 1941—1945                       | 1958                             | Місцеві майстри                                                    | вис. 2,2 м                                     | –                                                                            |
| 99  | Пам'ятний знак полеглим землякам                                                                                            | с. Качанове, меморіальний комплекс                  | 1941—1945                       | 1960                             | Харківський скульптурний комбінат                                  | вис. ск. — 2,5 м, пост. — 3,0 м                | –                                                                            |
| 100 | Братська могила учасників встановлення радянської влади                                                                     | с. Ручки, парк                                      | 1920                            | 1952                             | Місцеві майстри                                                    | вис. 2,5 м                                     | –                                                                            |
| 101 | Братська могила радянських воїнів                                                                                           | с. Ручки, центр                                     | 1943                            | 1957                             | Харківський скульптурний комбінат                                  | вис. ск. — 2,85 м, пост. — 5,0 м               | –                                                                            |
| 102 | Братська могила радянських воїнів, пам'ятний знак полеглим землякам                                                         | с. Ручки                                            | 1943                            | 1965                             | Місцеві майстри                                                    | вис. 8,0 м                                     | –                                                                            |
| 103 | Братська могила радянських воїнів                                                                                           | с. Сари, центр                                      | 1943                            | 1958                             | ск. О. Щербина                                                     | вис. ск. — 3,5 м, пост. — 3,0 м                | –                                                                            |
| 103 | Пам'ятний знак полеглим землякам                                                                                            | с. Сари                                             | 1941—1945                       | 1957                             | Місцеві майстри                                                    | вис. 4,5 м                                     | –                                                                            |
| 104 | Могили трьох учасників соціалістичної перебудови села                                                                       | с. Сари, подвір'я школи                             | 1925, 1936, 1937                | 1987                             | Місцеві майстри                                                    | вис. 1,6 м                                     | –                                                                            |
| 105 | Братська могила радянських воїнів, пам'ятний знак полеглим землякам                                                         | с. Малі Будища, кладовище                           | 1943, 1941—1945                 | 1957                             | Місцеві майстри                                                    | вис. 2,5 м                                     | –                                                                            |
| 106 | Пам'ятний знак полеглим землякам                                                                                            | с. Малі Будища                                      | 1941—1945                       | 1957                             | Місцеві майстри                                                    | вис. 3,5 м                                     | –                                                                            |
| 107 | Братська могила радянських воїнів                                                                                           | с. Червоний Кут                                     | 1943                            | 1957                             | Місцеві майстри                                                    | вис. 1,8 м                                     | –                                                                            |
| 108 | Дві могили учасників встановлення радянської влади                                                                          | с. Сватки, біля школи                               | 1918, 1919                      | 1985                             | Місцеві майстри                                                    | вис. 1,4 м                                     | –                                                                            |
| 109 | Братська могила радянських воїнів, пам'ятний знак полеглим землякам                                                         | с. Сватки, меморіальний комплекс                    | 1943, 1941—1945                 | 1952                             | Місцеві майстри                                                    | вис. 6,0 м                                     | –                                                                            |
| 110 | Братська могила радянських воїнів                                                                                           | с. Бірки                                            | 1943                            | 1952                             | Місцеві майстри                                                    | вис. 2,5 м                                     | –                                                                            |
| 111 | Пам'ятний знак полеглим землякам                                                                                            | с. Бірки, центр                                     | 1941—1945                       | 1975                             | Місцеві майстри                                                    | вис. 2,4 м                                     | –                                                                            |
| 112 | Братська могила радянських воїнів, пам'ятний знак полеглим землякам                                                         | с. Середняки, меморіальний комплекс                 | 1943                            | 1964                             | ск. О. Савельєв                                                    | вис. ск. — 3,5 м, пост. — 3,5 м                | –                                                                            |
| 113 | Братська могила радянських воїнів, пам'ятний знак полеглим землякам                                                         | с. Ветхалівка, меморіальний комплекс                | 1943, 1941—1945                 | 1958                             | ск. О. Савельєв                                                    | вис. ск. — 2,85 м, пост. — 3,0 м               | –                                                                            |
| 114 | Братська могила радянських воїнів, пам'ятний знак полеглим землякам                                                         | с. Коновалове, меморіальний комплекс                | 1943, 1941—1945                 | 1960                             | Харківський скульптурний комбінат                                  | вис. ск. — 3,0 м, пост. — 2,3 м                | –                                                                            |
| 115 | Братська могила радянських воїнів, пам'ятний знак полеглим землякам                                                         | с. Соснівка, центр                                  | 1943, 1941—1945                 | 1955, 1965                       | Місцеві майстри                                                    | вис. 2,5 м                                     | –                                                                            |
| 116 | Братська могила радянських воїнів, пам'ятний знак полеглим землякам                                                         | с. Харківці, центр                                  | 1943, 1941—1945                 | 1956, 1957                       | Запорізький скульптурний комбінат                                  | вис. ск. — 2,85 м, пост. — 3,15 м              | –                                                                            |
| 117 | Братська могила учасників встановлення радянської влади                                                                     | с. Харківці, центр                                  | 1919, 1921, 1938                | 1987                             | Місцеві майстри                                                    | вис. 1,8 м                                     | –                                                                            |
| 118 | Братська могила радянських воїнів, пам'ятний знак полеглим землякам                                                         | с. Круглик, меморіальний комплекс                   | 1943, 1945                      | 1957                             | Запорізький скульптурний комбінат                                  | вис. ск. — 2,85 м, пост. — 3,0 м               | –                                                                            |
|     | |                                                     |                                 |                                  |                                                                    |                                                |                                                                              |